# Shingletown
Shingletown är en så kallad census-designated place i Shasta County i Kalifornien. Vid 2010 års folkräkning hade Shingletown 2 283 invånare.